# Werner Mölders
Werner Mölders (18. března 1913, Gelsenkirchen – 22. listopadu 1941, Vratislav) byl stíhací pilot německé Luftwaffe, který se zúčastnil španělské občanské války a druhé světové války. Letecké eso Mölders se stal prvním pilotem v historii, který překonal hranici 100 sestřelů. Za své bojové úspěchy získal Španělský kříž ve zlatě s meči a brilianty a Rytířský kříž s dubovými ratolestmi, meči a brilianty. Velmi se angažoval ve vývoji nových bojových leteckých taktik. Stál například za vývojem čtyřčlenné letecké formace Schwarm (roj), během vzdušných soubojů s nepřítelem využíval jednoduchou taktiku, kterou lze charakterizovat heslem „udeř na protivníka tvrdě a z velké blízkosti“.
Mölders vstoupil do německého válečného letectva (Luftwaffe) roku 1934 ve věku 21 let. Roku 1938 byl převelen k Legion Condor, která podporovala Francisca Franca během španělské občanské války, a dosáhl 15 sestřelů. Během druhé světové války byl v bitvě o Francii a bitvě o Británii sám třikrát sestřelen, ale zároveň dosáhl 53 potvrzených sestřelů spojeneckých letadel. V roce 1941, kdy měl na svém kontě již 68 vítězství, byl se svojí JG 51 (Jagdgeschwader 51 ~ stíhací eskadra 51) převelen na východní frontu, aby se zapojil do plánovaného útoku na Sovětský svaz. Během 22. června 1941 přidal na své konto další čtyři sestřely a o týden později již překonal rekord 80 vítězství Manfreda von Richthofen z roku 1918. V polovině července téhož roku se celkový počet jeho vzdušných vítězství přehoupl přes hranici 100 uznaných sestřelů.
Nacistické velení mu poté z obav o jeho život neumožňovalo účastnit se rozsáhlejších bojových misí. Ve věku 28 let byl povýšen do hodnosti Oberst (plukovník) a jmenován inspektorem stíhacího letectva. Působil na poloostrově Krym, kde řídil leteckou podporu německého postupu. Po sebevraždě Generalobersta (generálplukovníka) Ernsta Udeta, stíhacího esa z první světové války, byl Mölders povolán do Berlína, aby se zde zúčastnil pohřbu. Během cesty do hlavního města však letoun Heinkel He 111, ve kterém cestoval jako pasažér, zastihla silná bouře a selhal jeden z motorů. Pilot se s letadlem neúspěšně pokusil o nouzové přistání na letišti ve Vratislavi a Mölders po pádu letadla spolu s dvěma dalšími osobami zahynul. Jak nacistická armáda Wehrmacht, tak zprvu i německá spolková armáda Bundeswehr uctívaly jeho památku; jeho jméno nesla stíhací eskadra, torpédoborec a kasárna. Roku 2005 Německý spolkový sněm tyto posmrtné pocty na základě zprávy Úřadu pro vojenskou historii zrevidoval a Möldersovo jméno bylo z názvu eskadry i kasáren odstraněno.

## Dětství, vzdělání a raná kariéra
Mölders se narodil 18. března 1913 v německém Gelsenkirchenu jako syn středoškolského učitele Victora Mölderse a jeho ženy Annemarie, rozené Riedlové. Byl v pořadí třetím dítětem, měl starší sestru jménem Annemarie, staršího bratra Hanse a mladšího bratra Victora. Jeho otec byl při svém povolání i poručíkem v záloze u 145. královského pěšího pluku a dne 2. března 1915 byl zabit v boji v Argonneském lese. Po smrti manžela se Wernerova matka Annemarie rozhodla přestěhovat i s dětmi do domu svých rodičů ve městě Brandenburg an der Havel.
V Brandenburgu spatřil malý Werner nový otcovský vzor v místním kaplanovi Erichu Klawitterovi, který v něm postupně probudil víru v Boha. Mezi lety 1919 až 1931 Mölders postupně navštěvoval základní školu a poté gymnázium. Během studií se u něj projevil značný zájem o vodní sporty, především veslování. Byl členem dvou místních veslařských klubů, nejprve Saldria-Brandenburg a poté Brandenburger Ruderclub, se kterým se mu dostalo mnohých úspěchů v závodech. Stal se též členem katolického sdružení mládežníků Bund Neudeutschland in der katholischen Jugendbewegung. Gymnaziální studia ukončil na jaře 1931 maturitní zkouškou a zanedlouho poté vyslovil touhu stát se důstojníkem v ozbrojených silách.
Dne 1. dubna 1931 vstoupil do Reichswehru a byl zařazen k II. praporu 2. pěšího pluku ve východopruském Allensteinu, na post důstojnického čekatele u pěchoty. Dne 1. října 1931 mu byla udělena hodnost Fahnenjunker-Gefreiter (svobodník–praporečník) a 1. dubna 1932 pak povýšil do hodnosti Fahnenjunker-Unteroffizier (desátník–praporečník). Po dokončení základního vojenského výcviku byl přijat ke studiu na Vojenské škole v Drážďanech (Dresdner Kriegsschule). Dne 1. června 1933 úspěšně složil závěrečné zkoušky a následně byl povýšen na Fähnricha (praporčíka). Mölders byl znovu přeřazen, tentokrát k Preußisches Pionier-Battalion 1 (1. pruský ženijní prapor) v Mnichově. Během prvních let výcviku učinil Mölders první pokusy splnit si sen o létání, když se dobrovolně přihlásil k pilotnímu výcviku, přičemž ale byl označen za fyzicky nezpůsobilého. Po jisté době však učinil další, tentokrát již úspěšný pokus, a byl uznán jako „způsobilý s omezením“ (německy: bedingt tauglich) k započetí leteckého výcviku. Po svém povýšení do hodnosti Oberfähnrich (nadpraporčík) ze dne 1. února 1934, nastoupil Mölders k leteckému výcviku na Německé škole dopravního létání (Deutsche Verkehrsfliegerschule) v Chotěbuzi. Výcvik probíhal od 6. února do 31. prosince 1934. 1. března 1934 byl povýšen do hodnosti Leutnant (poručík) a připojil se k nedávno vzniklé Luftwaffe. V dobách, kdy Mölders s létáním začínal, trpěl často nevolností a zvracením. Problémy s nemocí z létání však pouhou silou vůle překonal a výcvik ukončil jako nejlepší z ročníku. Další fáze Möldersova výcviku probíhala od 1. ledna 1935 do 30. června 1935 na škole bojového létání v Tutowě a poté na škole stíhacích pilotů ve Schleißheimu poblíž Mnichova. 21. května 1935 již získal nově vzniklý odznak pilota Luftwaffe.
Dne 1. června 1935 byl Leutnant Mölders zařazen k Fliegergruppe Schwerin (I. Gruppe Sturzkampfgeschwader 162 „Immelmann“, zkr. I./StG 162). Dne 7. března 1936, během remilitarizace Porýní, odletěl Mölders spolu se svou Staffel (letkou) ze základny v Lippstadtu, přelétl Porúří a jako jeden z prvních přistál v Düsseldorfu. V této době poznal Luisu Baldaufovou, se kterou se o pár let později (krátce před svou smrtí) oženil. 20. dubna 1936, v den monumentálních oslav padesátých narozenin Adolfa Hitlera, bylo slavnostně povýšeno mnoho důstojníků, včetně Mölderse. Möldersovi se tohoto dne dostává povýšení do hodnosti Oberleutnant (nadporučík), se zpětnou účinností ke dni 1. dubna téhož roku.
Téhož času se Mölders stal velitelem výcvikové Staffel u II. Gruppe Jagdgeschwader 134 „Horst Wessel“. II. Gruppe spadala pod velení Majora Theo Osterkampa, který se stal jedním z prvních Möldersových vzorů. 15. března 1937 byl Mölders jmenován velitelem 1. Staffel Jagdgeschwader 334 (zkr.: 1./JG 334) a působil jako instruktor ve Wiesbadenu.

## Legie Condor
V roce 1936 vyslalo nacistické Německo vojenskou pomoc politickému hnutí falangistů bojujícímu ve španělské občanské válce. Součástí pomoci bylo i vyslání Legion Condor. Mölders k ní byl převelen a 14. dubna 1938 tedy připlul lodí do španělského Cádizu. Byl zařazen ke 3. Staffel Jagdgruppe 88 (3. letka 88. stíhací skupina, zkr.: J/88), které velel Adolf Galland, toho času Oberleutnant. Tato Staffel, vyzbrojená dvouplošníky Heinkel He 51, měla svou základnu u řeky Ebro v Provincii Valencia. Jednotka byla později dovyzbrojena modernějšími stíhačkami Messerschmitt Bf 109 C.

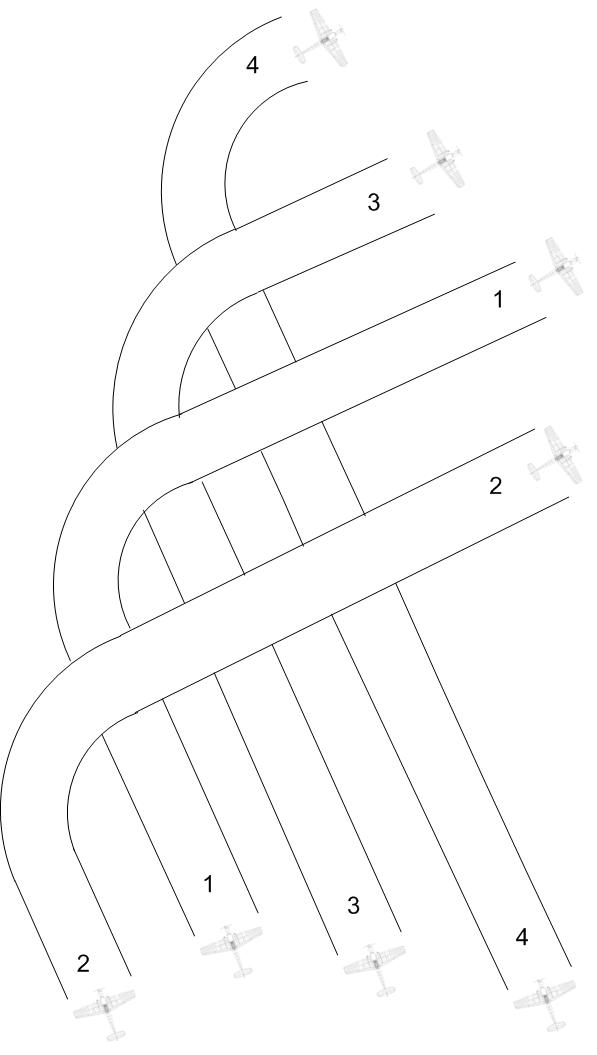
Formace Schwarm a následné „překřížení zatáčky“

Když se musel Galland dne 24. května 1938 vrátit zpět do Německa, stal se Mölders velitelem celé Staffel. 15. června dosáhl prvního sestřelu poblíž města Algar, jednalo se o dvojplošník sovětské výroby Polikarpov I-15. Do konce roku 1938 se se svými 15 sestřely stal vedoucím leteckým esem Legion Condor. Nad Španělskem mu bylo uznáno sestřelení celkem dvou Polikarpovů I-15, jedenácti Polikarpovů I-16 a jednoho Tupolev SB-2. Navíc si nárokoval sestřel jednoho I-16 ze dne 23. září 1938, který ale nebyl potvrzen.
Na základě výjimečných velitelských a bojových schopností byl Mölders 18. října 1938 povýšen na Hauptmanna (kapitána), se zpětnou účinností od 1. října. Svého čtrnáctého a zároveň posledního potvrzeného sestřelu dosáhl 3. listopadu 1938 a 5. prosince téhož roku se vrátil zpět do Německa. Od 6. prosince 1938 do března 1939 působil jako člen Inspektorátu stíhacího letectva při Říšském ministerstvu letectví v Berlíně. Jeho úkolem zde byl vývoj nových taktických příruček bojové pilotáže. V březnu 1939 byl jmenován velitelem (Staffelkapitän) 1. Staffel Jagdgeschwader 133 (zkr.: 1./JG 133; ~ 1. letky stíhací eskadry 133), přičemž zde tento post převzal po Oberleutnantovi Hubertusi von Bonin. JG 133 byla později přejmenována na Jagdgeschwader 53 „Pik As“ (česky: Pikové eso).
Za své bojové zásluhy obdržel 4. května 1939 medaile Medalla de la Campaña a Medalla Militar a 6. června téhož roku získal Španělský kříž s meči a brilianty. Legion Condor se do Německa oficiálně vrátila 6. června 1939 a navrátivší se pěší jednotky slavnostně pochodovaly celým Berlínem směrem k Lustgarten, kde vzdaly poslední hold padlým vojákům. Na počest vysoce vyznamenaných vojáků ze Španělské občanské války se v mramorové galerii Říšského kancléřství konal slavnostní banket. Mölders byl usazen ke stolu č. 1 spolu s General der Flieger (generálem letectva) Hugem Sperrlem, španělským generálem Donem Antoniem Arandou, generálem Gonzalem Queipo de Llano, Oberstem Walterem Warlimontem, Oberleutnantem Donatem, Leutnantem Reinhardem Seilerem a Oberfeldwebelem (vrchním šikovatelem) Ignatzem Prestelem.

### Taktické inovace
Spolu s dalšími letci se Mölders, na základě zkušeností ze Španělska, podílel na vývoji taktických manuálů pro stíhací piloty Luftwaffe (Jagdwaffe). V jejich rámci byla vyvinuta taktická formace stíhaček zvaná Schwarm (česky: roj). Tato formace pilotům zajišťovala výborný rozhled, rozšířila možnosti vzájemné obrany a dále podpořila možnost iniciativy jednotlivých pilotů. Formace napodobuje uspořádání prstů na rozevřené lidské ruce. Schwarm se dělil na dvě Rotten, každá Rotte sestávala ze dvou letadel: vedoucí (Rottenführer), kterého kousek stranou a s určitým převýšením následovalo jeho číslo (Katschmarek). V rámci manuálů Jagdwaffe bylo též vyvinuto tzv. „překřížení zatáčky“, které znemožňovalo letounu nacházejícímu se na kraji formace Schwarm, aby se od formace příliš vzdálil v případě nutnosti vykonat prudkou zatáčku v oblastech, kde existovalo značné riziko přímého střetu s nepřítelem. Podobná formace o pěti letounech ve tvaru písmene V, je zmiňována v tréninkovém manuálu Royal Air Force z roku 1922, útočný manévr formace letadel lze pak datovat až do roku 1918. Během Španělské občanské války si oblíbil taktiku souboje s nepřítelem, která spočívala v co nejtěsnějším přiblížení k nepřátelskému letounu a následném využití plné palebné síly svého letadla vůči zmíněnému protivníkovi.

## Druhá světová válka

### Podivná válka a bitva oFrancii

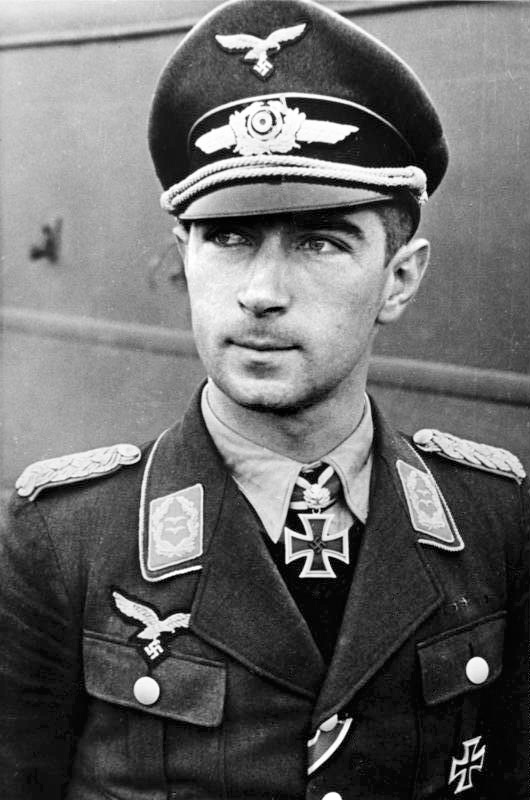
Plukovník Mölders, 27. listopad 1940

Po vypuknutí druhé světové války byla Möldersova eskadra umístěna při západní hranici Německa, za účelem ochrany regionu Mosela–Sársko–Rýnská Falc. 8. září 1939 došlo během letu k poruše Möldersova letadla, které se po dopadu převrátilo a Mölders utrpěl poranění páteře, které jej vyřadilo z boje na několik dnů. K letce se navrátil dne 19. září. Následujícího dne dosáhl svého prvního sestřelu druhé světové války, když v oblasti Vaalserberg sestřelil francouzský letoun Curtiss H75 ze stíhací letky Groupe de Chasse II/5, za což byl vyznamenán Železným křížem 2. třídy.
26. září 1939 dostala Jagdgeschwader 53 rozkaz zformovat III. Gruppe (~ III. skupinu). Mölders tedy svěřil velení letky do rukou Oberleutnanta Hans-Karla Mayera a začal formovat novou Gruppe s označením III./Jagdgeschwader 53 (zkr.: III./JG 53) na základně Wiesbaden–Erbenheim. O dva týdny později ohlásil velitel Mölders, že III. Gruppe, čítající 40 pilotů a 48 letadel, je plně připravena k boji.
Toho času se tzv. podivná válka (německy: „Sitzkrieg“, anglicky: „phoney war“, francouzsky: „la drôle de guerre“) začala pomalu chýlit ke svému konci a operace Fall Gelb (označení pro vpád do zemí dnes známých jako Benelux a dále do Francie ze dne 10. května 1940) posléze odstartovala bitvu o Francii a celkový počet Möldersových sestřelů tak dosáhl čísla 23. Po započetí západního tažení totiž na své konto přidal sestřel jednoho Bristolu Blenheim, dvou Curtissů H75, dvou stíhaček Morane-Saulnier MS.406 a čtyř Hurricanů. 14. května byl ovšem Mölders sestřelen během útoku na nepřátelské bombardéry nedaleko města Sedan. Letoun se mu však podařilo zavčasu opustit a neutrpěl žádné vážné zranění. Svého třiatřicátého a čtyřiatřicátého sestřelu dosáhl 27. května 1940, patnáct kilometrů jihozápadně od francouzského města Amiens, kde sestřelil dva stíhače Curtiss Hawk. Následně se tak díky svým zásluhám stal prvním stíhacím pilotem, oceněným Rytířským křížem Železného kříže a 29. května byly jeho úspěchy zmíněny i ve válečném zpravodajství tzv. Wehrmachtberichtu.
Dne 5. června 1940 cca v 18.40, byl Mölders během své 133. bojové mise znovu sestřelen, tentokráte poblíž Compiègne stíhačkou Dewoitine D.520 (s/n: 266) z letky Groupe de Chasse II/7 francouzského letectva, pilotovanou podporučíkem (sous-lieutenant) Reném Pomier-Layrarguesem. Francouzský pilot totiž Mölderse dokonale překvapil tzv. „útokem ze slunce“. Mölders byl zajat a jeho prvotní zkušenosti s francouzským vězením byly tvrdé. Měl odřený obličej a jeho Rytířský kříž mu byl francouzskými vojáky odcizen jako trofej. O zlepšení podmínek se postaral až kapitán Giron, který se i zasadil o navrácení ukradeného kříže. Během zajetí Mölders požádal francouzské věznitele o setkání s podporučíkem Pomier-Layrarguesem, aby si mohl potřást rukou s mužem, který jej sestřelil; dověděl se však, že podporučík pouhých třicet minut po jejich střetu zemřel v boji. O tři týdny později však došlo k Möldersovu propuštění na svobodu, jelikož Francie kapitulovala. Když byl později francouzský voják, který zbil Mölderse, odsouzen k smrti, dostavil se Mölders k maršálovi Hermannu Göringovi a požádal jej o milost. Žádosti bylo vyhověno.

### Bitva oBritánii
Po návratu do Německa byl Mölders dne 19. června 1940 povýšen na majora a 27. července téhož roku převzal velení Jagdgeschwader 51 (zkr.: JG 51; ~ stíhací eskadra 51) od Thea Osterkampa, nedávno povýšeného do hodnosti generálmajora. Mölders podnikl první operační let s Jagdgeschwader 51 dne 28. července, kdy zaútočil na Spitfiry 41. squadrony RAF, které vedl F/O (Flying Officer ~ nadporučík) A. D. J. Lovell. Podle jedné verze, s největší pravděpodobnosti ovšem nepravdivé, se měl Mölders během tohoto bojového letu nad Doverem střetnout s pilotem ze 74. squadrony RAF, konkrétně se mělo jednat o F/Lt (Flight Lieutenant ~ kapitán) Adolpha G. „Sailor“ Malana, DFC, (os. č.:37604). Adolph Malan byl stíhacím esem pocházejícím z Jihoafrické unie a bojujícím na straně britského RAF. Mölders měl při tomto souboji utrpět průstřel předloktí, kolene a levé nohy (poté nouzově přistál nedaleko francouzského Wissantu). Oberleutnant (~ nadporučík) Richard Leppla z Möldersovy letky však měl Malana následně sestřelit. Ve skutečnosti byl ale Mölders raněn v souboji se Spitfirem 41. squadrony RAF, pilotovaným F/O Johnem Terencem Websterem, DFC (os. č.: 37436), který 5. září 1940 v 15.25 zemřel při náhodné kolizi se Spitfirem I (s/n: P9428), v jehož kokpitu seděl S/L H. Hood, DFC (os. č.: 26110).
Stephen Bungay, autor knihy Nejnebezpečnější nepřítel: Historie bitvy o Británii, k tomuto souboji poznamenává: „Brzy odpoledne, při své první akci na postu Kommodore, vedl Mölders jednotku složenou z I. a II. Gruppe Jagdgeschwader 51 (I. a II./JG51) proti Doveru, jako doprovod náletu na konvoj. Galland ho se svou III. Gruppe Jagdgeschwader 26 (III./JG 26) kryl z výšky. Ve 13.50 se zvedly 74. a 257. squadrony RAF a po nich 41. O tom, co se odehrálo pak, existuje několik různých svědectví.
Nejčastěji se uvádí, že Mölders se zapletl se 74. squadronou a ve chvíli, kdy Mölders napadl jednoho z jejích pilotů, ho začal ostřelovat velitel squadrony Adolph „Sailor“ Malan. Jiná verze hovoří o tom, že se 74. squadrona zapletla s JG 26 a že Mölderse, který pronásledoval F/Lt Lovella ze 41. squadrony, zasáhl jeho kolega F/O John Webster. Této verzi sice chybí romantické kouzlo souboje dvou slavných es, ale je téměř jistě pravdivá. Ať se to seběhlo jakkoliv, 74. squadrona ztratila dva piloty i s jejich stroji, další dva Spitfiry byly poškozeny a Lovellův Spitfire zasažen. JG 51 přišla o jeden Messerschmitt a dva poškozené; jeden z nich patřil Möldersovi, jenž byl také raněn do nohy…“. Mölders o souboji s J. T. Websterem později vypověděl:
„Dvacátého osmého července 1940 jsem letěl se svým pobočníkem a velitelem roje Oberleutnantem Erichem Kircheisem severně od Doveru. Najednou jsem spatřil tři britské stíhačky a daleko za nimi v mlze spoustu Spitfirů. Tři Spitfiry byly o něco níže než my, tak jsem napadl tuto část. Když jsem se přibližoval, oba krajní Spitfiry se otočily, ale prostřední letěl dál. Dostal jsem se za něj a zahájil jsem palbu ze šedesáti metrů. Křídlo okamžitě vzplálo, objevil se hustý kouř a plameny a Spitfire šel k zemi. Zvedl jsem stroj a spatřil jsem za sebou osm až deset Spitfirů. Na chvíli jsem dostal strach. Byla jediná možnost – proletět přímo tou formací. Proletěl jsem tím davem. První Spitfiry to překvapilo, ale ten nejvíc vzadu byl ve střehu. Pálil ze všech kulometů a zasáhl mne! Do mého letadla to zabušilo. Dostal jsem zásahy do chladicího systému, křídla a palivové nádrže. Odklonil jsem se a pustil střemhlav dolů, co to šlo – 700 kilometrů za hodinu směr La Manche. Díky Bohu motor pracoval dobře! Spitfiry pronásledovaly můj kouřový prapor, ale potom mi přiletěl na pomoc Oberleutnant Richard Leppla, který nehodu viděl. Vystřelil na Spitfira sedícího za mnou, a ten šel za několik vteřin dolů ve velkém oblaku kouře. Když jsem doletěl na pobřeží, začal motor kašlat a během nouzového přistání se zasekl podvozek, ale přistál jsem perfektně na břicho. Když jsem se snažil vylézt, měl jsem podivně slabé nohy a uviděl jsem krvavé skvrny. V nemocnici objevili důvod – tři střepiny ve stehnu, jedna v koleně a jedna v levé noze; v zápalu boje jsem nic necítil.“

Möldersova zranění, ačkoliv nijak závažná, jej odstavila od operačního létání na dobu jednoho měsíce. Jagdgeschwader 51 byla v době jeho rekonvalescence vedena generálmajorem Osterkampem. Dne 1. srpna 1940 vydal Adolf Hitler Směrnici vůdce č. 17 (Führer Weisung Nr. 17); jednalo se o sérii strategických opatření za účelem poražení sil RAF a následného získání vzdušné nadvlády nutné pro započetí operace Seelöwe – plánu na invazi do Velké Británie. Mölders se k eskadře vrátil 7. srpna 1940, zdravotní stav mu však ještě stále neumožňoval zapojit se do operace Orlí útok (Unternehmen Adlerangriff) o šest dnů později.

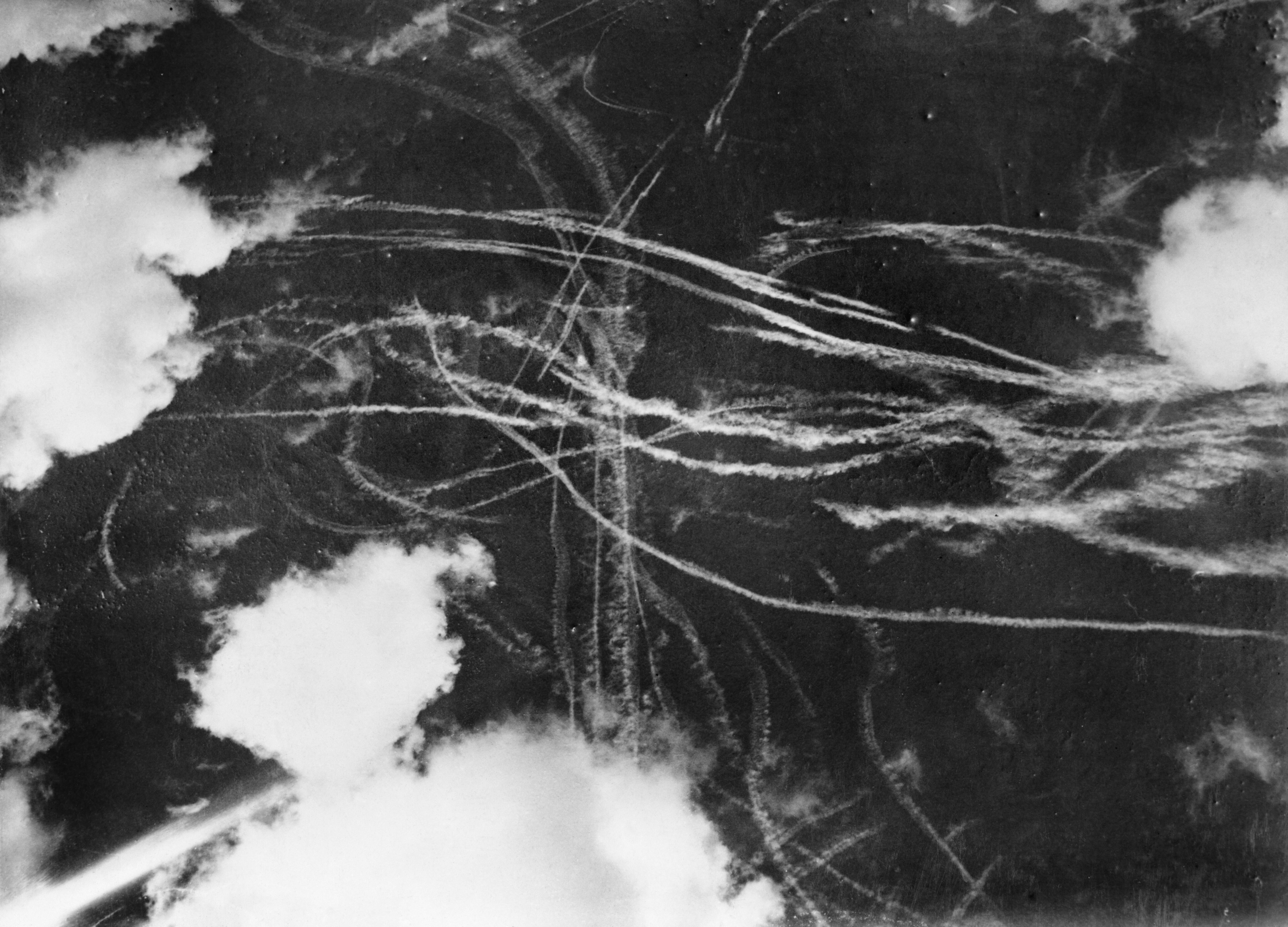
Urputný souboj německých a britských stíhačů zanechal na obloze spletitou síť kondenzačních stop (18. září 1940)

Do plné bojové služby se vrátil až 28. srpna 1940, kdy se zúčastnil dvou ostrých bojových letů. Během jedné z těchto misí byl sestřelen a zajat Oberleutnant Kircheis, jeho přítel a „číslo“; jeho místo poté zaujal Oberleutnant Georg Claus. 31. srpna téhož roku se Möldersovi povedlo sestřelit dva britské Hurricany po sobě a jeho úspěch byl opět zmíněn ve válečném zpravodajství Wehrmachtbericht. 11. září se jeho mladší bratr Victor Mölders stal velitelem (Staffelkapitän) 2. Staffel Jagdgeschwader 51 (zkr.: 2./JG 51; ~ 2. letky stíhací eskadry 51), dne 5. října 1940 byl však Victor sestřelen, zajat a celý zbytek války byl nucen strávit v britském zajetí. 20. září se Wernerovi Möldersovi povedlo sestřelit dva Spitfiry z 92. squadrony RAF a počet jeho vzdušných vítězství se vyšplhal na 54. Byl prvním pilotem Luftwaffe, který tohoto počtu ve druhé světové válce dosáhl a 21. září byl vyznamenán připnutím dubových ratolestí k Rytířskému kříži. Vyznamenání mu 23. září osobně připnul Adolf Hitler v budově Říšského kancléřství v Berlíně. Po slavnostní ceremonii jej Göring osobně pozval do svého loveckého sídla v Rominter Heide.
Mölders se ke své letce vrátil na konci září a stále dosahoval nových bojových vítězství, dne 11. října jich měl na kontě již 57. V ten den se mu povedlo nad Canterbury sestřelit Spitfire I (s/n: X4562) ze 66. squadrony RAF pilotovaný J. H. T. Pickeringem. Ten však, i přes vážná zranění, stihl svůj letoun zavčas opustit. Další tři sestřelené Hurricany z 12. října navýšily počet Möldersových vítězství na 60 a 25. října byl povýšen do hodnosti Oberstleutnant (podplukovník). Zatímco Mölderse sužovaly nepříjemné záchvaty chřipky, byl nad řekou Temží sestřelen jeho přítel, Oberleutnant Georg Claus, s nímž odlétal více než šedesát bojových misí. 1. prosince Mölders dosáhl celkově 69. sestřelu, tento byl pro rok 1940 poslední. Jeho letka poté dostala několikatýdenní volno, které trávila v lyžařském středisku Vorarlberg, aby se měla možnost zotavit a připravit na následné boje proti RAF nad Lamanšským průlivem a okupovanou Francií. Jeho novým „číslem“ se v lednu 1941 stal Oberleutnant Hartmann Grasser.
Prvního sestřelu roku 1941 Mölders dosáhl 10. února, 26. února celkový počet jeho vítězství dosáhl 74. K poslednímu vzdušnému vítězství v rámci bojů na Lamanšským průlivem došlo dne 8. května 1941 nedaleko Doveru, kde sestřelil jeden Spitfire. Möldersova služební knížka toho času obsahovala záznamy z 238 bojových misí a dalších 71 průzkumných letů, počet přímých bojových střetů dosahoval čísla 70.

### Východní fronta

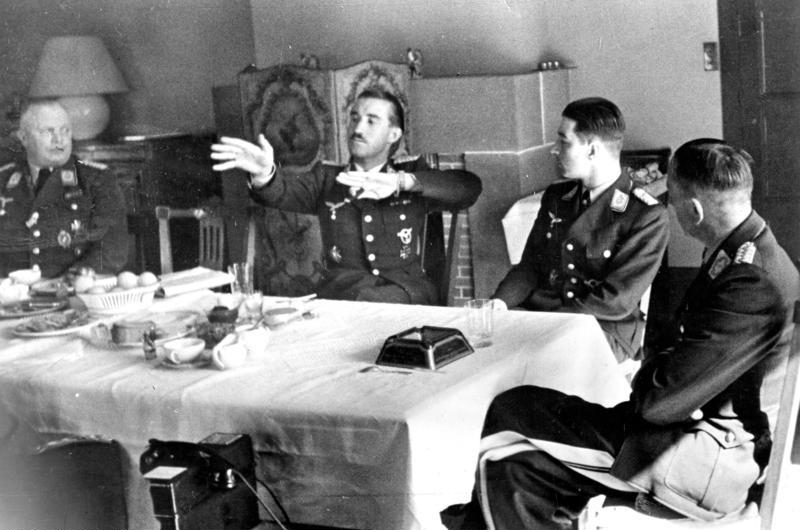
Narozeninová oslava Thea Osterkampa (zcela vpravo); Adolf Galland (uprostřed) právě znázorňuje vzdušný souboj, Werner Mölders sedí po jeho levici (duben 1941)

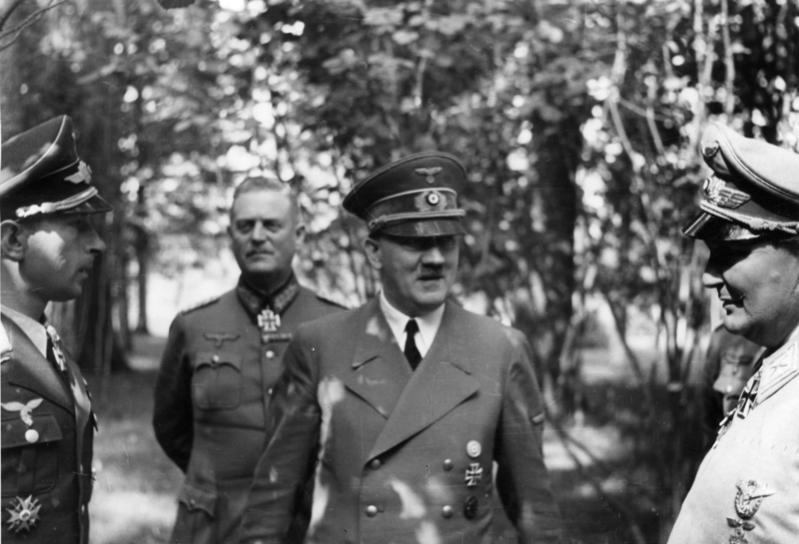
Plukovník Werner Mölders na návštěvě u Adolfa Hitlera; na snímku jsou (zleva doprava):
Mölders, generál Wilhelm Keitel, Adolf Hitler a
Hermann Göring

V červnu 1941 byla eskadra Jagdgeschwader 51 spolu s velkou částí německých vzdušných sil převelena na východní frontu, aby se zde zúčastnila plánovaného přepadení Sovětského svazu. 22. června, v prvním dni bojových operací, sestřelil podplukovník Mölders čtyři sovětské bombardéry Tupolev SB-2, jednu I-15 Čajka (původně identifikovanou jako Curtiss) a byl vyznamenán přidáním mečů k Rytířskému kříži s dubovými ratolestmi. Mölders se stal teprve druhým pilotem, kterému se dostalo takto vysokého vyznamenání. Adolf Galland totiž získal toto ocenění, k radosti své eskadry Jagdgeschwader 26 (zkr.: JG 26), o den dříve.
Vyznamenání bylo předáno Adolfem Hitlerem 3. července 1941 ve Vlčím doupěti u Rastenburgu. 30. června se Mölders po sestřelení pěti sovětských bombardérů stal nejúspěšnějším pilotem v rámci jediného válečného konfliktu a jeho konto vítězství se vyšplhalo na 96, čímž překonal rekord leteckého esa z první světové války Manfreda von Richthofen, přezdívaného „Rudý Baron“. 12. července 1941 hlásila Möldersova letka zničení celkově 500 letadel od začátku operace Barbarossa, za tuto dobu ztratila pouhá tři letadla. Toho dne navíc eskadra Jagdgeschwader 51 dosáhla svého 1200. vzdušného vítězství, které bylo připsáno Hauptmannoví Lepplovi.
Během 13. a 14. července sestřelil další tři sovětské bombardéry Petljakov Pe-2 a počet jeho vítězství dosáhl čísla 113. Dne 15. července dosáhl Mölders 115. potvrzeného sestřelu, který byl zároveň 100. v rámci druhé světové války, což při návratu z akce náležitě oslavil vítězným průletem nad letištěm. Následujícího dne se dozvěděl, že byl za svůj úspěch oceněn přidáním briliantů ke svému Rytířskému kříži. Mölders byl prvním ze 27 pilotů vyznamenaných tímto oceněním. Oficiálně mu však byly brilianty připnuty až 28. září 1941, tedy více než dva měsíce po oznámení. 20. července byl s okamžitou platností povýšen na Obersta (plukovníka), což mu již znemožnilo účastnit se rozsáhlejších bojových misí. Současně byl přeložen na Říšské ministerstvo letectví (zkr.: RLM), přičemž velení Jagdgeschwader 51 převzal major Friedrich Beckh.

### Vysoké velení
Mölders byl poté opět povolán k Hitlerovi, který mu 28. září osobně připnul brilianty k rytířskému kříži. Poté Mölders do 6. srpna 1941 pracoval na Říšském ministerstvu letectví a od 7. srpna 1941 byl inspektorem stíhacího letectva (Inspekteur der Jagdflieger). Do této vysoké funkce byl jmenován ve věku 28 let; zodpovídal v ní za vytváření operačních a taktických doktrín pro strategické operace Luftwaffe.
V září 1941 byl převelen na Krym spolu s II. Gruppe Jagdgeschwader 3 (II./JG 3) Hauptmanna Gordona Galloba, svůj hlavní stan umístil na letiště v Čaplince. Odtud vyrážel svým letadlem Fieseler Fi 156 na inspekce letišť stíhacích sil a osobně koordinoval letecké bojové operace. Mölders byl pověřen, aby jakožto Flieger-Nahkampfführer (velitel přímé letecké podpory) jednou provždy skoncoval se sovětským letectvem nad Krymem, které značně znepříjemňovalo a zpomalovalo postup 11. armády Ericha von Manstein.
Mansteinova armáda se přes Išunskou šíji snažila probít na Krymský poloostrov, přičemž v první linii útoku stanul LIV. armádní sbor sestávající z 22., 46., 73. a části 170. pěší divize. Za nimi následoval XXX. sbor se 72., 170. a 50. pěší divizí. LIV. a XXX. armádní sbory byly zanedlouho následovány XXXXII. sborem, sestávajícím ze 132. a 24. pěší divize. Mansteinovým jednotkám se na odpor postavilo osm sovětských divizí 51. armády spolu se čtyřmi divizemi jezdectva. Sověti měli k dispozici rovněž cca 80 000 mužů z evakuované Oděssy a značné množství tanků.
Od 18. října začala II./JG 3, k níž se ještě navíc přidala III. Gruppe Jagdgeschwader 77 (III./JG 77), neustále napadat veškerá sovětská bojová letadla. Toho dne si stíhači Luftwaffe nárokovali sestřelení 19 sovětských letounů, což pro německá pozemní vojska znamenalo poměrně velkou úlevu. Na kompletní zlomení sovětských vzdušných sil nad Krymem to však nestačilo. Dne 19. října podnikli Sověti rychlý protiútok, když 40. BAP VVS ČF (40. bombardovací letecký pluk vojenského letectva Černomořského loďstva; pozn.: VVS ČF – Vojenno-vozdušnyje sily Černomorskogo flota) vyslal do útoku na letiště v Čaplince veškeré dostupné střemhlavé bombardéry Petljakov Pe-2. Útok zastihl Němce zcela nepřipravené, přičemž nejvíce bomb dopadlo na přistávací dráhu. Proti uzemněným stíhačkám však útok nebyl příliš efektivní, neboť většina z nich byla pouze poškozena nebo krátkodobě vyřazena z provozu. Ve dvou následujících dnech však Sověti získali vzdušnou nadvládu v oblasti nad Pěrekopem.
Letectvu Černomořského loďstva se poté téměř měsíc dařilo držet jednotky Wehrmachtu před pomyslnými branami Krymu. Hauptmann Gollob sdělil Möldersovi, že stávající jednotky IV. Fliegerkorpsu přidělené na krymské bojiště jsou příliš slabé na to, aby Sovětům mohly způsobit výraznější ztráty, do Čaplinky byla proto navíc přesunuta III./JG 52 se sedmadvaceti bojeschopnými stíhačkami Bf 109. 23. října vyslal Mölders do útoku stíhací skupiny II./JG 3, III./JG 52 a III./JG 77 s cílem definitivně vyčistit oblohu nad Krymem, přičemž je sám ze země řídil rádiem. Sovětští stíhači byli agresivitou německých pilotů dokonale zaskočeni a za oběť tak Němcům padly desítky letadel, mnoho z nich bylo navíc vážně poškozeno. Sovětská vzdušná nadvláda na Pěrekopem tím byla definitivně zlomena. Ztráty byly tak vážné, že sovětští piloti museli znovu přesedlat na starší typy letadel, jako například I-153 nebo I-16, což nepůsobilo dobře na jejich morálku. Dne 24. října se bombardérům ze Sturzkampfgeschwader 77 (StG 77), Kampfgeschwader 27 (KG 27) a KG 51 podařilo prolomit sovětské obranné pozice a o tři dny později došlo ke zhroucení celé sovětské krymské fronty.
Dne 25. října obdržela 5./32. IAP VVS ČF (5. skupina 32. stíhacího pluku Černomořského loďstva), vedená nadporučíkem Michailem Avdějevem, čtyři stíhačky Jak-1, které byly k dispozici pro doprovod skupiny Pe-2 ze 40. BAP, jež měla udeřit na postupující německé jednotky. Skupina byla napadena stíhačkami ze III./JG 52, která byla ze země naváděna Wernerem Möldersem, jež se nacházel přímo v předních zákopech. Sověti však urputně bojovali a k jejich úspěchům patřilo například sestřelení Oberleutnanta Dietera Zehla, který byl posléze prohlášen za nezvěstného. Sověti se však nehodlali vzdát ani ve zcela beznadějné situaci, což 30. října potvrdil čin poručíka Nikolaje Sinjakova, který se svým těžce poškozeným Il-2 dopadl na postupující kolonu německých vozidel ve stylu kamikaze.
Mölders se často neoficiálně účastnil i bojových misí; začátkem listopadu 1941 vzal na výukovou misi mladého pilota Herberta Kaisera proti formaci sovětských Il-2 Šturmoviků. Kaiserovi na jednom z nich předvedl jak je účinně zasáhnout palivovou nádrž sovětského stroje umístěnou za kabinou pilota. Šturmovik se okamžitě zřítil k zemi. Kaiser poté zopakoval, co před chvílí viděl, přičemž sestřelil další dva sovětské stroje. Předpokládá se, že Mölders během těchto dvou měsíců sestřelil přibližně dalších třicet letadel, přinejmenším šest z nich je uvedeno v neoficiálních zápisnících jeho kolegů pilotů.
Díky neustálé podpoře Möldersových stíhačů se tak nebe nad Krymem podařilo poměrně úspěšně čistit od sovětských letadel. Prolomit mohutnou pozemní obranu se Němcům podařilo 28. října, přičemž se zbylé sovětské jednotky začaly stahovat směrem k Sevastopolu a Kerči. 1. listopadu byla dobyta Simferopol a Kerč padla 15. listopadu. 22. listopadu však Mölders odcestoval z Krymu na pohřeb stíhacího esa Ernsta Udeta a do dalších bojů již nezasáhl, jelikož mu nebylo souzeno vrátit se zpět.

### Úmrtí
22. listopadu 1941 cestoval Mölders jako pasažér na palubě Heinkelu He 111 Kampfgeschwader 27 „Boelcke“ (zkr.: KG 27, ~ bombardovací eskadra 27) z Krymu do Německa, kde se měl zúčastnit pohřbu stíhacího esa z první světové války Generalobersta Ernsta Udeta. Letoun se však v silné bouři zřítil při marném pokusu o nouzové přistání na letišti ve Vratislavi (polská Wrocław). Mölders, pilot letadla Oberleutnant Kolbe a palubní mechanik Hobbie po pádu letadla zahynuli. Major Dr. Wenzel a radista Tenz pád přežili. Dr. Wenzel utrpěl otřes mozku, zlomeninu ruky a nohy a Tenz zlomeninu kotníku. Mölders utrpěl zlomeninu páteře a měl rozdrcený hrudní koš, tedy zranění neslučitelná se životem. Dle pozdějších spekulací by měl Mölders šanci na přežití, pokud by byl připoután bezpečnostním pásem.
Dne 28. listopadu byl Möldersovi v Berlíně vypraven pohřeb a jeho rakev byla dočasně uložena na čestný dvůr Říšského ministerstva letectví. Čestnou stráž u jeho rakve stáli v den pohřbu Johann Schalk, Günther Lützow, Walter Oesau, Joachim Müncheberg, Adolf Galland, Wolfgang Falck, Herbert Kaminski a Karl-Gottfried Nordmann. Mölders byl pochován na berlínském hřbitově Invalidenfriedhof vedle hrobů Ernsta Udeta a Manfreda von Richthofen. V berlínském Tiergartenu byla na jeho počest vypálena salva z 8,8cm flaku, smuteční řeč pronesl říšský maršal Hermann Göring.

## Osobní život a charakter
Werner Mölders byl znám pro svou sílu charakteru. Mužstvo jej nazývalo Táta (něm.: Vati), což symbolizovalo jeho otcovský přístup ke svým podřízeným a snahu o vytvoření co nejlepších podmínek v kolektivu.
| „                           | Byl to obdivuhodný taktik. Můj obdiv k němu byl nekonečný. Byl to veselý člověk a obrovská osobnost. Byl tím nejzásadovějším mužem, jakého jsem kdy potkal. | “ |
| — Günther Rall, stíhací eso | |   |

 Byl velmi nábožensky založeným člověkem, který požadoval, aby bylo s nepřátelskými vojáky zajatými pod jeho velením zacházeno lidsky, přičemž zajatým pilotům mnohdy umožnil, aby s ním povečeřeli.
Mölders byl ženatý s Luisou Baldaufovou, rozenou Thurnerovou, vdovou po jeho zemřelém kamarádovi, který byl zabit v boji 13. září 1941. Kaplan Erich Klawitter, který si Mölderse pamatoval jako malého chlapce, pro něj vedl ve Falkensteinu svatební obřad. Za svědky si vzal své kolegy, poručíka Erwina Fleiga a Oberleutnanta Hartmanna Grassera. Z manželství vzešla dcera Verena, která se ovšem narodila již jako pohrobek.
Autoritám Třetí říše se Klawitterova aktivita ve vedení církevních sňatků nezamlouvala. Klawitter byl proto vyloučen z Komory pro Říšskou kulturu (Reichskulturkammer) a roku 1936 byl po zavedení tzv. Kazatelnového paragrafu označen za politicky nespolehlivého. Kazatelnový paragraf byl pozůstatkem tzv. Kulturního boje (Kulturkampf) z druhé poloviny 19. století, který církvi zakazoval kritizovat stát z kazatelny.

## Odkaz události
Bývalá Möldersova eskadra Jagdgeschwader 51, byla 22. listopadu 1941 na jeho počest pojmenována „Mölders“, pouhých pár hodin po jeho smrti. Členové eskadry si poté na své uniformy mohli nechat našít rukávovou pásku s tímto názvem. Jeho smrt ovšem byla využita i jiným způsobem. Zakrátko totiž nechala britská rozvědka nad celým Německem z letadel rozsypat letáky s tzv. Möldersovým dopisem (Möldersbrief). Jednalo se o kopie dopisu, který pravděpodobně vlastnoručně napsal a odeslal proboštovi ze Schwerinu. Dotyčný dopis měl být po nehodě nalezen při ohledání Möldersova těla. Mölders v něm vyznává svou silnou víru v katolicismus a konstatuje, že i mnoho přesvědčených nacionálních socialistů nalézá ve víře oporu, především ve chvílích, kdy stojí tváří v tvář smrti.
Möldersovu předčasnou smrt, která navíc přišla těsně po sebevraždě Ernsta Udeta, nemohl Sefton Delmer, šéf britské antipropagandy ignorovat a nevyužít. Plánoval využít jeho velké popularity v Německu a vytvořit prostřednictvím katolické víry dojem, že byl Mölders vlastně odpůrcem nacismu. Dopis však byl napsán značně důmyslně, jelikož neobsahoval jedinou zmínku o odporu proti státu, není v něm zmíněn ani nacionální socialismus a využívá pouze metafory typu „neznabozi“ apod. Většina Němců, kteří dopis četli, však věděla, co měl metaforami na mysli.

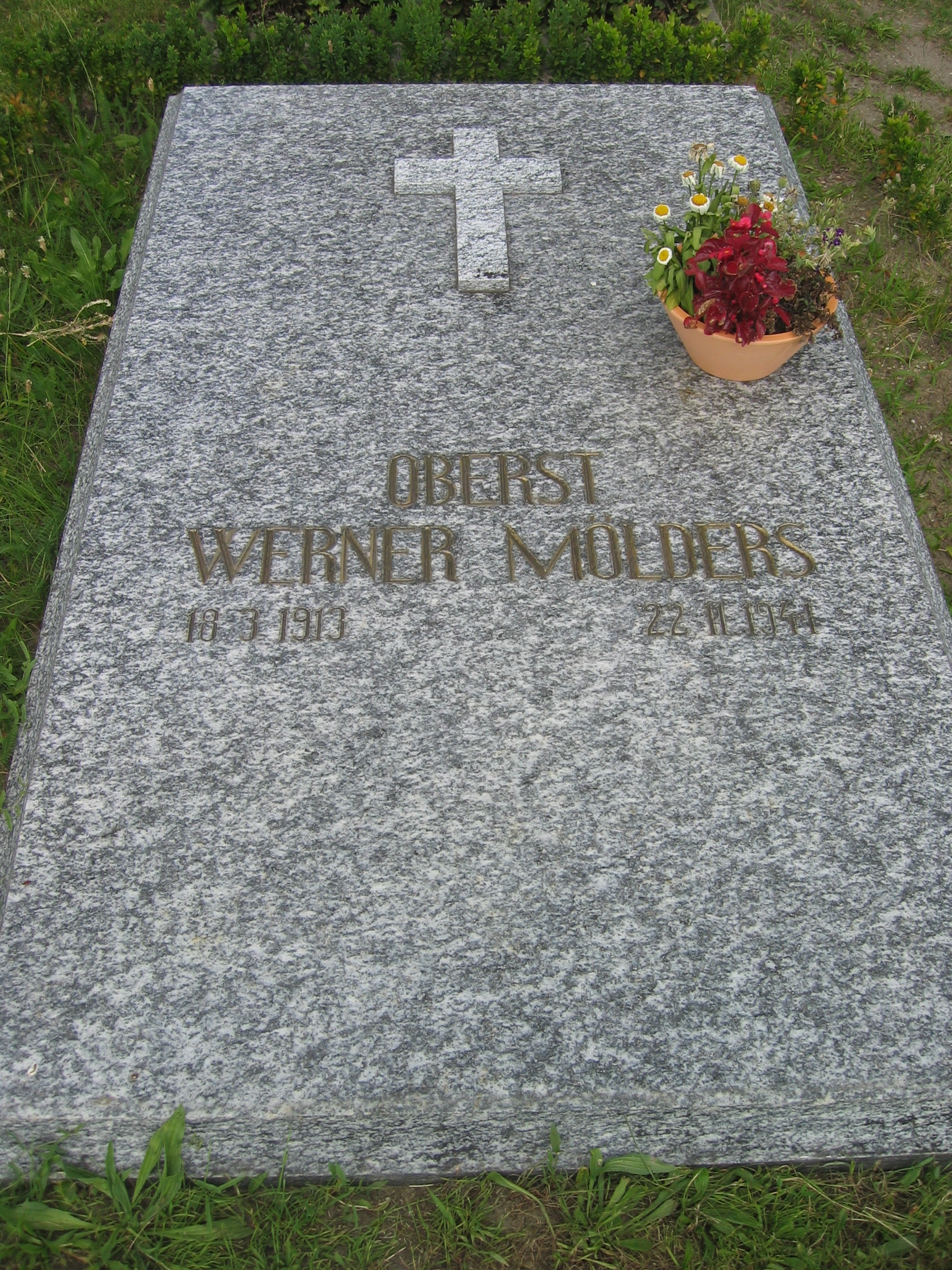
Obnovený hrob Wernera Mölderse na hřbitově Invalidenfriedhof v Berlíně

Dopis vyvolal ve vysokých nacistických kruzích značný rozruch, zvláště poté, co byl předčítán i v kostelích z kazatelen. Šéf nacistické propagandy Joseph Goebbels si do svého deníku poznamenal přesvědčení, že dopis musel uměle vyrobit a distribuovat někdo z katolických kruhů. Ani odměna 100 000 říšských marek, vyhlášená Goebbelsem, nepomohla původce dopisu odhalit. Pátráním po původu a pravosti dopisu bylo pověřeno gestapo, které mimo jiné donutilo Möldersovu matku, aby vydala oficiální vyjádření, podle nějž nebyl dopis psán Möldersovým stylem a nemohl tedy pocházet z jeho pera. Gestapo se sice snažilo vytvořit dojem, že je celý dopis pouhým podvrhem, k tomuto cíli mu však nedopomohly ani represálie a tvrdé metody při výsleších.

### Poválečné pocty
Hřbitov Invalidenfriedhof, na kterém byl Mölders pohřben, se nachází v oblasti někdejšího Východního Berlína. V roce 1975 komunistické vedení rozhodlo o zavezení celého hřbitova zeminou, hřbitov se totiž nacházel v tzv. pásmu smrti před Berlínskou zdí. Po znovusjednocení Německa byl dne 11. října 1991 Möldersův hrob obnoven díky úsilí jeho kamaráda ze školních let, Heriberta Rosala. Znovuposvěcení hrobu byli přítomni hosté ze Spojených států, Velké Británie, Rakouska, Španělska a Maďarska.
Na jeho počest byl 13. dubna 1968 pojmenován nový torpédoborec Německého námořnictva Mölders (D186), jenž byl v aktivní službě mezi lety 1969 až 2003. Od 24. června 2005 je ústředním exponátem Námořního muzea ve Wilhelmshavenu. 9. listopadu 1972 získala základna 34. signálního pluku ve dolnosaském Visselhövede přízvisko „Mölders“. Roku 1973 byla Jagdgeschwader 74 (~ stíhací eskadra 74) se základnou v Neuburg an der Donau rovněž pojmenována „Mölders“. Rukávové nášivky eskadry představil Günther Rall, bývalé letecké eso a Möldersův přítel.

## Revize vyznamenání: zpráva Úřadu pro vojenskou historii a její následky
Möldersova kariéra a dědictví nabízejí jeden z příkladů vlivů heroismu německých ozbrojených sil na poválečnou kulturu. V roce 1998, na 61. výročí vybombardování města Guernica během Španělské občanské války, rozhodl Německý spolkový sněm, že by někdejší členové Legie Condor neměli nadále užívat vojenských poct. V roce 2005 rozhodlo německé spolkové ministerstvo obrany o odebrání přízviska „Mölders“ z názvu stíhací eskadry Jagdgeschwader 74 (zkr.: JG 74). Rozhodnutí bylo potvrzeno dne 11. března 2005 spolkovým ministrem obrany Peterem Struckem, v 10.00 byly z uniforem oficiálně odebrány rukávové nášivky a odstraněno jméno z praporu eskadry. V lednu 2006 bylo jméno „Mölders“ na základě rozhodnutí Spolkového sněmu odstraněno i z názvu kasáren ve Visselhövede.

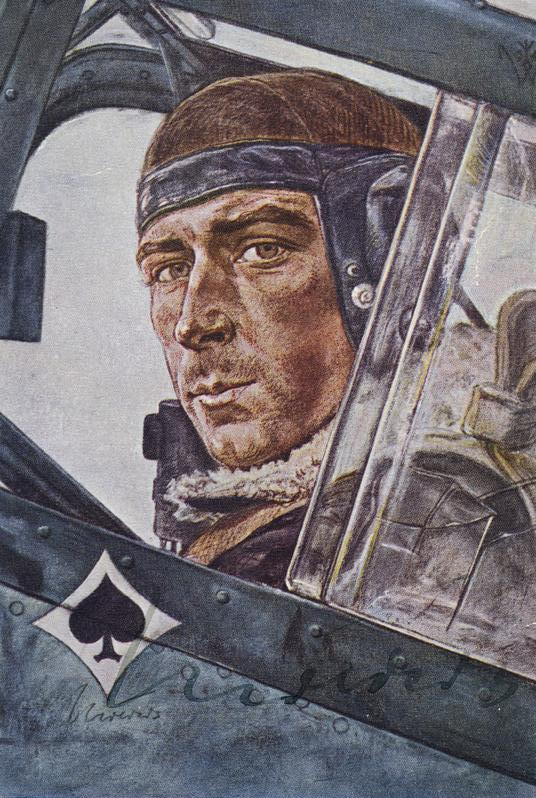
„Podplukovník Mölders je jedním z našich nejúspěšnějších pilotů“ – propagandistický plakát z roku 1941

Möldersovi příznivci však rozhodnutí napadli argumentem, že k jeho vstupu do Legie Condor došlo až po vybombardování Guernicy. Poukazovali především na jeho nejednoznačný vztah vůči nacistické ideologii a naproti tomu nevyvratitelný závazek vůči katolicismu. Nejenže vstoupil do manželství s Luisou Baldaufovou prostřednictvím církevního sňatku i přes odpor politického vedení Třetí říše, ale navíc též vstoupil 1. října 1925 do katolické mládežnické organizace Bund Neudeutschland, jíž byl v letech 1929 až 1931 vedoucím. Po převzetí moci nacisty v roce 1933 ji autority Třetí říše označovaly za závadnou; 26. ledna 1938 uvedl oficiální stranický deník Völkischer Beobachter, že organizace Bund Neudeutschland byla postavena mimo zákon z důvodu prokázané protistátní činnosti, na základě Dekretu Říšského prezidenta k ochraně lidu a státu (Verordnung des Reichspräsidenten zum Schutz von Volk und Staat) ze dne 28. února 1933. Navzdory různým peticím politiků a vysoce postavených aktivních či penzionovaných vojáků, k nimž patřili např. Horst Seehofer, Günther Rall a Jörg Kuebart, uvedl Úřad pro vojenskou historii (Militärgeschichtliches Forschungsamt, zkr.: MGFA), že Möldersovo členství v katolické organizaci dostatečně neprokazuje jeho kritický postoj vůči nacistickému režimu. Dále uvedl pochybnosti, zda se Mölders dostatečně distancoval od nacionálního socialismu. V důsledku toho zůstalo předchozí nařízení Spolkového ministerstva obrany nezměněno.
Jiné průzkumy poukazují na Möldersův nejednoznačný vztah vůči nacionálně socialistickému zřízení. Mölders mohl být v kontaktu s biskupem Clemensem Augustem von Galen, který byl vůči režimu silně kritický. Von Galen veřejně kritizoval Gestapo pro jeho „vyšetřovací metody“ a dále pak politicky posvěcené eutanazie mentálně postižených osob. Dle zápisníku Galenova sekretáře Heinricha Portmanna, měl Mölders prohlásit, že se vzdá veškerých svých vojenských vyznamenání ukáže-li se, že jsou tvrzení o organizovaných eutanaziích pravdivá. Portmann navíc uvedl, že se Hitler během předávání briliantů k Rytířskému kříži Mölderse dotázal, zda má něco na srdci. Mölders údajně prohlásil: „Nechejte prosím biskupa z Münsteru na pokoji.“ Hitler jej měl ujistit slovy: „Ano, biskupovi z Münsteru se nic nestane.“ MGFA v roce 2005 prohlásil, že je tato historka nejspíše nepravdivá. 28. června 2007 však svůj názor přehodnotil a konstatoval, že mezi Möldersem a Galenem ke kontaktům skutečně docházelo.
Důkazy též prokazují Möldersův sklon k nadřazování kamarádských vztahů nad politiku. Dle výpovědi jeho bratra Victora Mölderse, měl Werner zachránit svého blízkého přítele Georga Kücha, který byl na základě Norimberských zákonů klasifikován jako poloviční Žid, před smrtí v koncentračním táboře. Přátelství mezi Möldersem a Küchem se datovalo do doby jejich společného studia na gymnáziu Saldria-Gymnasium v Brandenburgu an der Havel. Küchova matka Alice, rozená Siegelová, byla židovského původu. Küchův otec Richard vlastnil místní lékárnu v Brandenburgu. Sám Georg byl studentem farmacie a na základě Norimberských zákonů byl pouhé dva semestry před absolutoriem vyloučen z univerzity. V roce 1940 jeho otec onemocněl a vedení lékárny se tak pro rodinu stalo byrokratickým problémem. Georg Küch tedy uprostřed února 1941 kontaktoval svého přítele Mölderse. Ten dne 16. února Kücha kontaktoval s ujištěním, že se celé záležitosti ujme a požádal jej, aby se v žádném případě nepokoušel věc řešit sám. Když Richard Küch v červnu 1941 zemřel, bylo jeho manželce umožněno lékárnu prodat za běžnou tržní cenu. Za normálních okolností by jí, jakožto Židovce, byla lékárna zkonfiskována. Do konce roku 1943 navíc nebyla nucena nosit nášivku se žlutou Židovskou hvězdou. Poté byla transportována do Koncentračního tábora v Terezíně, kde pracovala jako kuchařka. Georg Küch, Alice Küchová i Georgova sestra Friedel holokaust přežili. Friedel Küchová později opakovaně uváděla, že za ochranu rodiny se zasadil Werner Mölders, přičemž tato pomoc byla znatelná i dlouho po jeho smrti. MGFA však tuto výpověď prohlásil za „značně spekulativní“ a blíže se jí nezabýval.

## Zprávy veWehrmachtberichtu
| Datum                     | Originální německé znění | Přímý překlad do češtiny |
| ------------------------- | --- | --- |
| Středa, 29. květen 1940   | Hauptmann Mölders errang seinen 20. Luftsieg. | Kapitán Mölders dosáhl 20. vzdušného vítězství. |
| Pátek, 6. září 1940       | Außer vier bereits genannten Offizieren haben in den Luftkämpfen der letzten Wochen drei weitere Jagdflieger 20 oder mehr Luftsiege errungen und zwar: Hauptmann Mayer, Hauptmann Oesau und Hauptmann Tietzen. An der Spitze der Sieger in Luftkämpfen steht Major Mölders mit 32 Abschüssen. | V dodatku ke čtyřem dříve zmíněným důstojníkům, se ve vzdušných bojích v posledních týdnech povedlo dalším třem stíhačům dosáhnou dvaceti či více vítězství a to sice: kapitánu Mayerovi, kapitánu Oeasauovi a kapitánu Tietzenovi. Vedoucím vítězem ve vzdušných soubojích je major Mölders s 32 vzdušnými vítězstvími. |
| Středa, 25. září 1940     | Major Mölders und Major Galland errangen ihren 40. Luftsieg. | Major Mölders a Major Galland dosáhli svých 40. vzdušných vítězství. |
| Úterý, 23. říjen 1940     | Major Mölders schoß, wie schon bekanntgegeben, in einem Luftkampf gegen zahlenmäßig überlegene feindliche Jäger seinen 49. 50. und 51. Gegner ab. | Jak již bylo zmíněno, sestřelil major Mölders v souboji proti velké přesile nepřátelských stíhacích sil svého 49., 50. a 51. protivníka. |
| Neděle, 26. října 1940    | Im Laufe der gestrigen Luftkämpfe schossen unsere Jagdflugzeuge 17 feindliche Jäger ab. Dabei errang Oberstleutnant Mölders seinen 52. und 53. Luftsieg. | Naše stíhací letectvo sestřelilo 17 nepřátelských stíhačů v úterním vzdušném souboji. Podplukovník Mölders dosáhl v průběhu akce svého 52. a 53. vzdušného vítězství. |
| Úterý, 11. února 1941     | Oberstleutnant Mölders errang seinen 56. Luftsieg. | Podplukovník Mölders dosáhl svého 56. vzdušného vítězství. |
| Středa, 27. února 1941    | Oberstleutnant Mölders errang gestern seinen 60. Luftsieg. | Podplukovník Mölders dosáhl včera svého 60. vzdušného vítězství. |
| Pátek, 18 dubna 1941      | Oberstleutnant Mölders errang am 16. April seinen 64. und 65., Oberstleutnant Galland am 15. April seinen 59. und 60. Luftsieg. | Podplukovník Mölders dosáhl 16. dubna svého 64. a 65. vzdušného vítězství a podplukovník Galland 15. dubna dosáhl 59. a 60. vzdušného vítězství. |
| Úterý, 24. června 1941    | Das Jagdgeschwader unter Führung von Oberstleutnant Mölders errang am 22. Juni seinen 750. Luftsieg. | Eskadra stíhačů pod vedením podplukovníka Mölderse dosáhla dne 22. června svého 750. vítězství. |
| Úterý, 1. července 1941   | ... Oberstleutnant Mölders errang hierbei seinen 82., Hauptmann Joppien seinen 52. Luftsieg. | … podplukovník Mölders mezitím dosáhl svého 82. a kapitán Joppien svého 52. vzdušného vítězství. |
| Středa, 16. července 1941 | (So.) Bei den Kämpfen an der Ostfront schoß Oberstleutnant Mölders, Kommodore eines Jagdgeschwaders, gestern fünf Sowjetflugzeuge ab. Er hat damit in diesem Kriege insgesamt 101 Abschüsse erzielt und einschließlich seiner 14 Abschüsse im Spanienfeldzug insgesamt 115 Luftsiege errungen. Der Führer und Oberste Befehlshaber der Wehrmacht hat diesem heldenhaften Vorbild der Luftwaffe und erfolgreichsten Jagdflieger der Welt als erstem Offizier der deutschen Wehrmacht die höchste deutsche Tapferkeitsauszeichnung, das Eichenlaub mit Schwertern und Brillanten zum Ritterkreuz des Eisernen Kreuzes verliehen. | (Mimořádná zpráva) Podplukovník Mölders, velitel stíhací eskadry, včera sestřelil pět sovětských letounů. Zároveň v této válce docílil celkem již 101 sestřelů a včetně 14 sestřelů ze Španělského tažení tak dosáhl již 115 vzdušných vítězství. Führer a vrchní velitel Wehrmachtu vybrali tohoto příkladného hrdinského pilota Luftwaffe a nejúspěšnějšího stíhacího pilota světa, aby mu jako prvnímu důstojníkovi německého Wehrmachtu propůjčili nejvyšší německé vyznamenání, dubové ratolesti s meči a brilianty k Rytířskému kříži Železného kříže. |

## Vyznamenání
- Medaile za tažení (1936-39)[123] (04.05.1939) (Španělsko)
- Vojenská medaile,[124] (04.05.1939) (Španělsko)
- Španělský kříž, zlatý s meči a brilianty (06.06.1939)
- Rytířský kříž, II. třída (20.09.1939)
- Rytířský kříž, I. třída (02.04.1940)
- Rytířský kříž Železného kříže (29.05.1940)
- Společný odznak pro piloty a pozorovatele,[125] ve zlatě s brilianty (1940)
- Rytířský kříž Železného kříže, s dubovou ratolestí, 2. držitel (21.09.1940)
- Rytířský kříž Železného kříže, s dubovou ratolesti a meči (22.06.1941)
- Rytířský kříž Železného kříže, s dubovou ratolesti, meči a brilianty (15.07.1941)
- Odznak za zranění 1939, černý
- Frontová letecká spona,[126] pro stíhače ve zlatě s brilianty